# 馬渡 (ひたちなか市)
馬渡（まわたり）は、茨城県ひたちなか市の大字。郵便番号は 312-0012。

## 概要
国営ひたち海浜公園、国指定史跡の馬渡埴輪製作遺跡（5世紀末〜6世紀）がある。本郷川上流域に位置し、干しいも（乾燥芋）の畑が多く存在する。
地名は源義家が奥州遠征の途中馬を引き連れて川を渡ったことに由来するという伝承がある。鎌倉時代に見える地名。常陸国吉田郷のうち。文禄3年の太閤検地を機に那珂郡に属した。1889年（明治22年）から1954年（昭和29年）までは、前渡村の大字であった。

## 歴史
- 1595年（文禄4年） - 佐竹氏一族の佐竹義久の知行地となる[7]。
- 1624年 - 1645年（寛永後期） - 馬渡郷を本郷と改め、青塚村とニ亦村を合併して馬渡村と改称する[7]。
- 1740年（元文5年） - 戸数209、人口976人、馬116頭とある[7]。
- 1889年（明治22年） - 市町村制施行により、足崎村と長砂村と合併し、前渡村となる[8]。

## 世帯数と人口
2024年（令和6年）6月30日現在の世帯数と人口は以下の通りである。
| 大字 | 世帯数    | 人口    |
| ---- | --------- | ------- |
| 馬渡 | 3,523世帯 | 8,391人 |

## 道路
- 国道245号
- 茨城県道31号瓜連馬渡線
- 茨城県道63号水戸勝田那珂湊線
- 茨城県道351号馬渡水戸線

## 学校
- ひたちなか市立勝田第三中学校
- ひたちなか市立前渡小学校

## 寺社
- 酒列神社 - 馬渡は、本郷・下宿・ 中宿・上宿で構成され、酒列神社を鎮守の神としている。本郷は古くからあった部落で、俗に馬渡本郷とか本馬渡と呼ばれていて、沢田の海岸からの移住者とは歴史的な背景の格差があったことを暗示している。鎮守の祭りも本郷の人々が参加しない限り、宿だけでは執行できなかった。これは、宿の人々が後から移住したからであると考える[9]。